# Jean Dannet
Pour les articles homonymes, voir Dannet (homonymie).
Jean Dannet est un artiste-peintre français né à Honfleur (Calvados) le 2 avril 1912. Après avoir vécu trente-cinq années à Paris où il fut également chansonnier et comédien, il s'installa, avec son épouse l'artiste peintre Marie-Thérèse (Maîté) Jambu, à Beuzeville (Eure) dans la propriété qu'il baptisa Les Zerbes (rue Mare-Hébert) où il est mort le 15 juillet 1997.

## Biographie
C'est parce que ses parents, l'artiste peintre Henry Dannet (1886-1946) et son épouse née Marguerite Lescuyer (1885-1974) s'installent durant une courte période rue des Frênes à Honfleur, dans la maison à colombages où Caroline Aupick vécut et reçut son fils Charles Baudelaire (cette maison sera ensuite ravagée par un incendie), que Jean Marcel Dannet voit le jour là pour n'y rester que six mois. Henry Dannet étant désireux de se rapprocher de Pont-Audemer (il y sera conservateur du musée), Jean vit jusqu'en 1915 à Saint-Mards-de-Blacarville, puis jusqu'en 1929 dans la maison dont un important héritage paternel a permis l'édification à Saint-Germain-Village (son frère Stéphane y naît en 1920). La longue séparation d'avec Henry Dannet, mobilisé pendant les quatre années de la Première Guerre mondiale, compromet jusqu'à la mésentente la complicité père-fils (si Henry Dannet le fait rencontrer René Sautin, Albert Lebourg, Robert Antoine Pinchon, Georges Bradberry, Michel Frechon, Narcisse Guilbert, Narcisse Hénocque, Magdeleine Hue, Paul-Émile Pissarro, Paul-Elie Gernez et Marcel Delaunay, il ne l'accueille dans son atelier que pour des besognes utilitaires et lui interdit de peindre) et Jean s'entend mieux avec son cousin rouennais Lescuyer dont il partage les étés au Tréport et des fréquentations comme le chansonnier René Dorin (avec qui il travaillera plus tard à Paris) ou le journaliste et romancier Georges de La Fouchardière.
En 1929, époque où il commence à peindre en cachette de son père, Jean Dannet quitte la maison familiale pour Lisieux où il sera successivement manutentionnaire dans une droguerie, dessinateur-calqueur dans une fabrique de meubles et apprenti-géomètre. Le krach de 1929 accule Henry Dannet, que son goût pour la spéculation boursière conduit au bord de la ruine, à vendre la maison de Saint-Germain-Village et à s'installer à son tour à Lisieux : en 1930, Jean rejoint le domicile familial lexovien de la rue de Paradis où, tandis que Henry peint, Marguerite tient une boutique d'ivoires dieppois et de chocolats.
De février 1934 à février 1935, Jean Dannet est incorporé dans le 6e régiment de tirailleurs algériens, successivement à Tlemcen dont il gardera le souvenir d'une discipline très dure, puis à Oran où il intègre une mission géologique en partance pour le Hoggar depuis Boufarik pour lui offrir de passer par El Golea, In Salah et le plateau de Tademaït. Sans toutefois jamais cesser de peindre, il vit à son retour de petits boulots dans le Calvados (Orbec, Caen) puis à Paris, où il suit des cours d'art dramatique sous la direction de Georges Vitray et Lucien Nat au Théâtre Montparnasse de Gaston Baty et où il est jusqu'en décembre 1937 généreusement hébergé au 21, avenue du Maine dans le quartier du Montparnasse par Marie Vassilieff (dont il retiendra la leçon cubiste et chez qui il côtoie Tsugouharu Foujita, Georges Braque, Othon Friesz, Moïse Kisling et San Yu) avant d'emménager dans une fort modeste chambre au 56, rue Mazarine. De cette époque marquée par ses débuts au cinéma, puis au cabaret et au théâtre, mais aussi par les liens d'amitié qu'il noue avec Gen Paul, ses traits nous restent fixés par le portrait que fait de lui Elie Anatole Pavil. Les thèmes majeurs dans sa peinture - qui s'estomperont vers 1953 pour en réalité ne jamais disparaître - sont alors les Coquillages, poissons, algues et madrépores, attribuant lui-même cette attirance thématique tant à la fascination « pour ce qui tient à la mer et à la vie subaquatique, procédant sans doute d'un inconscient désir de retour aux sources de la vie, qu'à l'intérêt qu'il éprouve pour les jeux de matière que lui permettent le sujet ».
Après la Seconde Guerre mondiale, Jean Dannet vit à Paris, successivement rue Madame, rue Saint-Vincent et rue Cortot. Il séjourne et peint durant quatre mois, en 1946, dans la maison d'Honoré Daumier, à Valmondois, dont il est nommé gardien. Si les premières présentations de sa peinture à Paris et à Cannes ne recueillent qu'une audience confidentielle, son accueil par André Goupil à Rouen en sa Galerie de la Cour d'Albane en 1955, puis l'acquisition par un galeriste de San Francisco d'un important ensemble de toiles, marquent le décollage du cycle d'expositions qui va s'étendre sur quatre décennies. Des années 1956-1958, il retient sa fréquentation, dans le souci de « s'accrocher » à la peinture, de l'Académie de la Grande Chaumière (il y rencontre, issue de l'entourage d'Yves Brayer et d'Édouard Georges Mac-Avoy, Marie-Thérèse Jambu), ses moments surréalistes en compagnie d'André Frédérique, l'inclassable pharmacien de la rue Montorgueil en qui il voit « un successeur d'Alphonse Allais » et ses « longues randonnées nocturnes en compagnie de Boris Vian qui compteront parmi les moments les plus fertiles et les plus exaltants de son existence, tant le personnage était grand ».
Parce que lui-même cependant souhaite revenir « aux lieux de sa jeunesse », Jean Dannet et Marie-Thérèse Jambu, tout en conservant leurs ateliers parisiens, viennent s'installer définitivement à Beuzeville après leur mariage en 1962. Si Montmartre, les Scènes de cirque, les Fêtes foraines, les Paysages normands et les Natures mortes sont ses sujets de prédilection, Jean Dannet va alors, de par sa reconnaissance internationale, effectuer de nombreux déplacements dont (outre le Duché de Luxembourg, l'Allemagne, l'Angleterre, l'Écosse et l'Italie), à compter de 1967, les quatre voyages au Japon (l'un, en 1975, par la traversée de la Sibérie) qui lui inspireront des séries de toiles majeures : L'église Ivan-III à Moscou, La double réfraction la nuit sur le lac Baïkal, La ville de Khabarovsk sur l'Amour, L'arc-en-ciel sur l'Ob, La Taïga sibérienne, Le port de Nakhodka, Les masques Nô, Izu...
C'est en 1987 que Jean Dannet dit voir sa volonté de peindre décliner en même temps que sa santé. Il renonce à la création picturale en 1992, ne se contentant plus alors que de retoucher quelques toiles qu'il estime inachevées.

## Théâtre
- Chanteur au cabaret de Roger Toziny La vache enragée, hiver 1937-1938.
- Arden de Feversham de Henri-René Lenormand d'après un drame de 1592 (peut-être un apocryphe de William Shakespeare), mise en scène de Gaston Baty, avec Georges Vitray, Marguerite Jamois, Lucien Nat, Teddy Bilis, Théâtre Montparnasse, 1938-1939 : le saltimbanque.
- Occupons-nous, revue de René Dorin et Georges Merry, avec Béatrix Dussane et Colette Brosset, Théâtre des Nouveautés puis Bobino, 1940-1941 : le gendarme.
- Échec à Don Juan de Claude-André Puget, mise en scène d'Alice Cocéa, avec Sylvie, André Luguet et Jean Parédès, Théâtre des Ambassadeurs, 1941.
- Coups de roulis, opérette d'Albert Willemetz (livret) et André Messager (musique), mise en scène de Lucien Darlouis, avec Jacqueline Francell, Théâtre Marigny, 1942-1943 : Blangy.
- L'honorable Monsieur Pepys de Georges Couturier, mise en scène d'André Barsacq, avec Jean Davy, Théâtre de l'Atelier, 1943 : Will.
- L'annonce faite à Marie de Paul Claudel, mise en scène et interprétation de Pierre Bertin, Théâtre des Célestins, Lyon, 1944 : le maître d'œuvre.
- Clochemerle, fantaisie en trois actes de Raymond Souplex d'après Gabriel Chevallier, mise en scène d'André Dangelys, avec Robert Allard et Nina Myral, Casino Montparnasse, 1945 : Futaine.
- La guerre de Troie n'aura pas lieu de Jean Giraudoux, mise en scène de Louis Jouvet, tournée Karsenty-Herbert, octobre-novembre 1947.
- Domino de Marcel Achard, Théâtre de la Potinière, avec Blanchette Brunoy, janvier-mai 1948.
- Revue d'octobre, Théâtre des 2 Ânes, octobre 1948 : partenaire du chansonnier Jacques Grello.
- L'Amant de paille de Marc-Gilbert Sauvajon, les tournées Alexandre, avec Jacqueline Chambord, 1949 : Gaston Sarrazin de Fontenoy, le mari trompé.
- Casino de Cannes, 1950 : sketchs et imitations.
- Cabaret Milord l'Arsouille, Paris, 1952 : sketchs.
- Les Poulains de la Galette, Caveau de la République, Paris, mai 1950 : poète monologuiste.

## Cinéma
- La Tour de Nesle de Gaston Roudès, avec Jean Weber et Tania Fédor, 1937.
- Signé illisible de Christian Chamborant, avec Gaby Sylvia, Fernand Charpin et Christian-Gérard, 1942 : Clément.
- Plus de vacances pour le Bon Dieu de Robert Vernay, avec Pierre Larquey, Sabine André et Daniel Ivernel, 1950 : le peintre de la Butte Montmartre.

## Peintures

### Expositions personnelles
- Galerie Raymond Duncan, Paris, 1948.
- Gallia Club, Cannes, 1949, 1951.
- Galerie de la Cour d'Albane, rue Saint-Romain, Rouen, février 1955[5].
- Magasin des Abeilles, Pont-Audemer, 1957.
- Galerie Le Nombre d'Or, rue de Laborde, Paris, 1957, 1958, mars 1960[6].
- Galerie de Paris, Paris, 1960, 1961.
- Galerie Potterat, Lausanne, à partir d'octobre 1962[7].
- Galerie Espace, rue de Miromesnil, Paris, mars 1963[8].
- Galerie Paul Brück, Luxembourg, mars 1964[9].
- Œuvres du peintre français Dannet, Distelheim Galeries, 113, Oak Street, Chicago, mai-juin 1964[10], 1972.
- Galerie Trudd, Cologne, décembre 1964, novembre 1965.
- Jean Dannet - Natures mortes, cirques, paysages bretons..., Galerie Montmorency, rue du Cherche-Midi, Paris, octobre-novembre 1965.
- Herter Gallery, Miami, janvier-février 1966, 1968, 1974, 1976.
- Galerie San Rui Do, Tokyo, avril 1967, 1968.
- Galerie Vendôme, rue de la Paix, Paris, février 1970[11], 1974, avril 1975[12], décembre 1976, 1979.
- Galerie du Grand Cerf, Évreux, juin 1970[13].
- Dover Street Gallery, Londres, 1970.
- Galerie Shimbi, Tokyo, septembre-octobre 1970, 1972, février 1973..
- Galerie des Champs-Élysées, Paris, 1971.
- Berkowicz Gallery, Los Angeles, 1972.
- Distelheim Galeries, New York, 1973.
- Galerie Rollin, Rouen, février-mars 1974[14], novembre 1975[15], octobre 1977[16].
- Club international du droit et de l'économie, rue Fabert, Paris, avril 1974[17].
- Jean Dannet et Maïté Jambu, Galerie Bouissonnié, Beuzeville, juillet 1974.
- Asahi Gallery, Tokyo, juin 1975.
- Awazu Gallery, Tokyo, 1976.
- Rétrospective Jean Dannet, Barentin, septembre-octobre 1977[18].
- Galerie Drouant, Paris, de 1980 à 1986.
- Expositions estivales en l'atelier de l'artiste, Les Zerbes, Beuzeville, de 1981 à 1986[19].
- Vente de l'atelier Jean Dannet, hôtel des ventes des Carmes, Rouen, 20 décembre 1997.

### Expositions collectives
- La Grande galerie, rue du Faubourg-Saint-Honoré, 1950.
- Salon d'automne, Paris, à partir de 1957.
- Salon de peinture, sculpture et arts décoratifs, Beuzeville, juillet 1958, juillet 1959, juillet 1960.
- Galerie Jacques Hamon, Le Havre, 1958, juin 1973[20].
- Biennale de Conches, 1963.
- Jean Dannet et Marie-Thérèse Jambu, Galerie du Grand Cerf, Évreux, juillet 1965[21].
- Le Grenier à sel (sous la présidence d'honneur de Katia Granoff), Honfleur, été 1967.
- Les maîtres de la Galerie Vendöme - Jean Cluseau-Lanauve, Jean Dannet, Jef Friboulet, Philippe Gautier, Jean-Pierre Pophillat, Robert G. Schmidt, Téhéran, 1976.
- Visions normandes, Galerie Robert Tuffier, Les Andelys, mars-avril 1978.
- Casino de Trouville, 1979.
- Salon des peintres rouennais, Rouen, 1981, 1982, 1983, 1984, 1985, 1986, 1987, 1988, 1989, 1990, 1991.
- L'expressionnisme de l'après-guerre en cinquante tableaux - Bernard Buffet, Jean Dannet, André Fougeron, Franz Priking, Gaston Sébire..., Galerie Drouant, Paris, mars 1982.
- Art et poésie (Jean Dannet, invité d'honneur), Lisieux, avril 1982.
- Salon des artistes elbeuviens, Elbeuf, octobre 1982.
- Exposition d'hiver - Collection d'un amateur collectionneur et mécène, des années 1940 à nos jours : Roger Tolmer, Marcel Cramoysan, Georges Mirianon, Franck Innocent, Gaston Sébire, Jean Dannet, Jean Bréant, Denis Godefroy, Tony Fritz-Vilars, Galerie Bertran, Rouen, janvier-mars 2012[22].
- Au fil de l'eau - Jean Bréant, Jean Dannet, Georges Mirianon, Gaston Sébire..., Abbaye Saint-Georges de Boscherville, Saint-Martin-de-Boscherville, juin-septembre 2013[23].
- Plages et bords de Seine, librairie L'Armitière, Rouen, mai-septembre 2013.

## Réception critique
- « Jean Dannet use d'une géométrie essentielle mais vivante située dans un espace objectivement coloré mais également vivant, sans rien qui pèse ou qui pose. Il donne au "cloisonné" qu'il pratique avec maîtrise quelque chose de profondément et joliment précieux qui atténue un graphisme très sûr mais sévère. » - Marcel Sauvage[24]
- « Les remarquables paysages et les personnages géométriques de Jean Dannet témoignent du savoir-faire français en matière de peinture. Travail puissant sans être brutal, d'une luminosité sans rudesse, vigoureux tout en étant maîtrisé. » - Harold Haydon[25]
- « Jean Dannet joue manifestement du fait que les maisons, tentes et voiles sont de forme géométrique et s'inscrivent aisément dans des ensembles puissants dans lesquels triangles et rectangles dominent. Ses natures mortes accusent cependant plus de souplesse et par moments son graphisme devient véritablement sinueux. » - Chicago Tribune[10]
- « Peintre normand, Jean Dannet ne laisse pas de faire songer tour à tour à Georges Braque et à Roger de La Fresnaye. Sa personnalité, qui est réelle, se marque avec franchise et robustesse, dans le réalisme des natures mortes équilibrées, savoureuses de pâte et de couleur, aussi bien que dans ses figures de cirque. » - Max Gauthier[26]
- « Jean Dannet nous offre les aventures de la vision, au sens le plus noble du mot. De la Sibérie que nul avant lui n'avait découverte jusqu'aux masques et aux personnages des rêves les plus fantastiques, Jean Dannet nous les impose. Pourtant, nous sommes d'accord avec lui, le peintre, quand il refuse la facilité. Il a choisi le merveilleux. » - Philippe Soupault[27]
- « Son art vigoureux, servi par une pâte généreuse, est hérité du cubisme par sa fermeté, son équilibre. Peu à peu, il s'oriente vers un expressionnisme tout en gardant la rigueur de ses compositions structurées. » - Dictionnaire Bénézit[2]

## Distinctions
- Grand Prix du Salon des peintres rouennais, 1986.

## Collections publiques
- Hôtel de ville de Pont-Audemer.

## Collections privées
- Camille Renault, Puteaux.
- Robert Varney, cinéaste.
- Robert Évreux, Rouen.
- Philippe Ferey, Rouen.